# 영국 M급 잠수함
영국 해군의 잠수함 M급은 1차대전중 건조하여 전후 완성된 잠수함으로 본디 M1처럼 12인치 주포를 탑재하여 수상에서 항해하던 중 모니터와 같은 역할을 하게 개발된 잠수함이나 M2는 항공모함으로, M3은 기뢰부설함으로 바뀌었다. M4도 계획에 의하면 건조되어야 했으나 취소되었다.